# Campeonato Europeo de Tiro con Arco en Sala de 2026
El XXIII Campeonato Europeo de Tiro con Arco en Sala se celebrará en Sofía (Bulgaria) entre el 16 y el 21 de febrero de 2026 bajo la organización de la Unión Europea de Tiro con Arco (WAE) y la Federación Búlgara de Tiro con Arco.